# Uppåkra

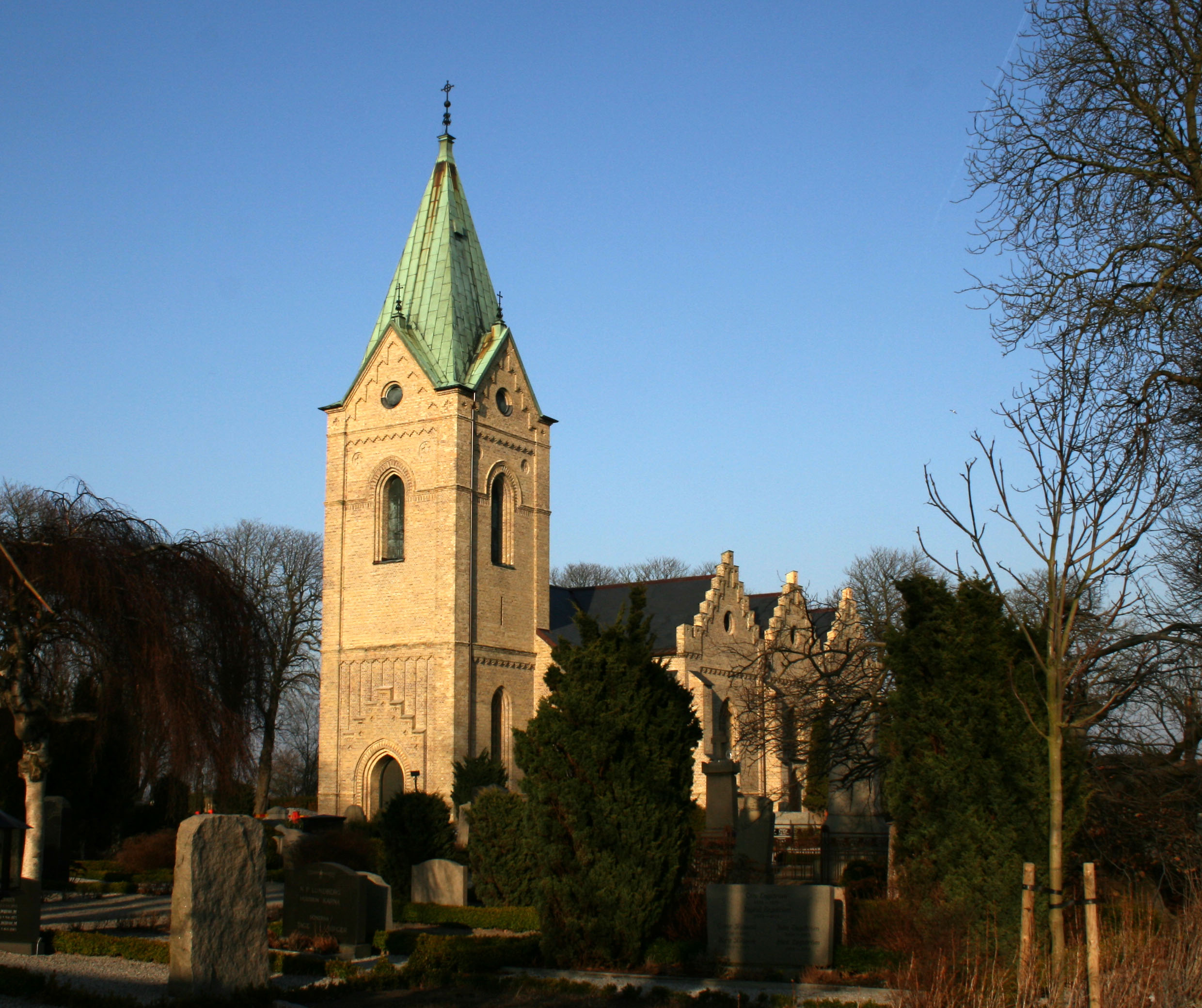
La iglesia de Uppåkra, construida en la década de 1860 en el sitio de la iglesia medieval.

Uppåkra es un pueblo ubicado cinco kilómetros al sur de Lund en Scania, Suecia. 

## Historia
Uppåkra era situada en el antiguo camino principal entre Trelleborg y Helsingborg en el futuro reino Danés. La fundación de Uppåkra ha sido datada al primer siglo AD, aunque su importancia parece haber crecido en el siglo V. Es probable que los gobernantes de Uppåkra de esa época tenían influencia sobre la mayoría o toda la Scania occidental, es decir el territorio cerca del camino principal entre Trelleborg y Helsingborg, conocido por sus llanuras muy fértiles. 
Después de haber sido quemada, posiblemente por combatantes "Noruegos" 
durante el proceso de la unificación de Dinamarca, el pueblo de Uppåkra fue trasladado a Lund en los años 990. Por eso el antiguo pueblo de Uppåkra es considerado el precursor directo de la ciudad de Lund.
Hoy día, Uppåkra es un pueblo pequeño con una iglesia parroquial.

## Arqueología
Investigaciones arqueológicas han comenzado solo recientemente en Uppåkra, en comparación con, por ejemplo, Birka, un sitio más conocido y donde excavaciones han tenido lugar durante más tiempo. Una razón es que Uppåkra no se menciona en los registros del época de los vikingos o antes. Ni siquiera se conoce el nombre contemporáneo del sitio. Esto es a diferencia de Lund y Dalby, que ambos tienen una larga historia (según estándares escandinavos) datando del siglo X, y así han atraído más la atención tanto de historiadores como de arqueólogos. Además, Uppåkra está situada en una de las zonas más fértiles de Scania, lo que significa que las cuestiones agrícolas han prevalecido sobre las históricas.
Lo que se conoce es que el sitio de Uppåkra ha sido ocupado desde tiempos muy remotos. Los estudios geológicos realizados en la década de 1930 revelaron que el sitio alrededor de la iglesia de Uppåkra era extremamente rico en fosfato, la mayor concentración en toda Scania. Como excremento contiene fosfato, esto indica la presencia de ganado y gente. Algunas excavaciones se llevaron a cabo en ese tiempo.
Excavaciones arqueológicas en un campo midiendo 0.40 km², intensificadas en 1996, muestran que Uppåkra era el pueblo más grande y más rico en la Península escandinava durante la Edad de Hierro y época vikinga. Durante siglos, tal vez la mayoría del primer milenio, Uppåkra era un lugar de poder religioso y político; restos de un templo precristiano encontrados en 2000-2004 demostraron que también era un importante lugar de culto.
En 2007 arqueólogos excavando en Uppåkra encontraron un objeto enigmatico del siglo X parecido a Mickey Mouse.